# توركس (مفك)
توركس هي علامة تجارية لنوع من مفكات البراغي التي تتميز بشكل "نجمة مكونة من 6 نقاط"، طور هذا النوع من المفكات تكتل شركات كامكار وتيكسترون عام 1967. أصبح الاسم الشائع لهذا النوع من المفكارت باسم النجمة، كما في مفك البراغي النجمي أو بتات النجمة. وأصبح الاسم العام رسمياً بتوحيد من المنظمة الدولية للمعايير مثل معيار ISO 10664، هو سداسي داخلي الفصوص. يختصر أحيانا في قواعد البيانات والمصنفات إلى 6lobe (يبدأ بالرقم 6 ، وليس الحرف الكبير G ). (بالإنجليزية: Torx Plus)‏ و(بالإنجليزية: Torx Paralobe)‏ و(بالإنجليزية: Torx ttap)‏ هي مفكات سداسية محسنة. تنتشر براغي توركس انتشاراً واسعاً في السيارات والدراجات النارية وأنظمة فرامل الدراجات ( مكبح قرصي ) ومحركات الأقراص الصلبة وأنظمة الحواسيب والإلكترونيات الاستهلاكية.
في البداية، كانت تُستخدم في بعض الأحيان في التطبيقات التي تتطلب مقاومة العبث، حيث لم تكن أنظمة المحرك ومفكات البراغي متوفرة على نطاق واسع. ومع ذلك، ومع ازدياد شيوع مفكات التوركس أصبحت أكثر شيوعًا، وطورت بدائل مقاومة للعبث. أصبحت براغي توركس النجمية تحظى بشعبية متزايدة في صناعات البناء.

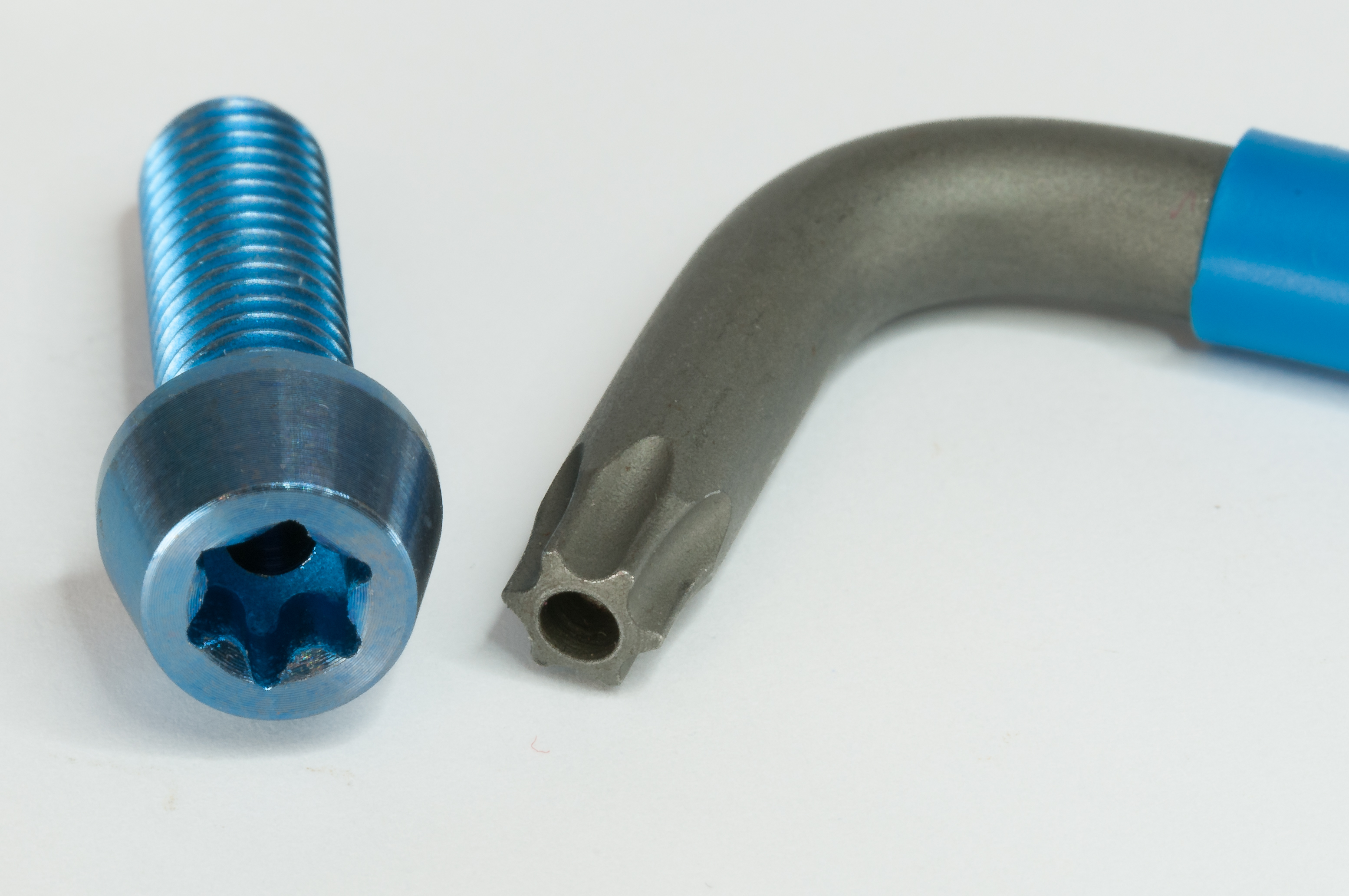
مفتاح أمان توركس ومشبك مزود بفتحات لدبوس أمان لمنع التفكيك باستخدام مفتاح عادي.

## الهوامش
1. ↑  أصبحت شركة كامكار في النهاية جزءًا من تيكسترون أنظمة التثبيت في التسعينيات.  بيعت شركة أنظمة تثبيت تيكسترون عام 2006 إلى شركة Platinum Equities, LLC، من بيفرلي هيلز، كاليفورنيا. وقد أعادت الشركة تسمية الشركة باسم Acument Global Technologies، والتي تضم اعتبارًا من عام 2010 شركة Avdel وCamcar وRing Screw وغيرها. وفي عام 2014، بيعت من شركة Platinum Equity إلى شركة Fontana Gruppo.